# Takanohana Kenshi

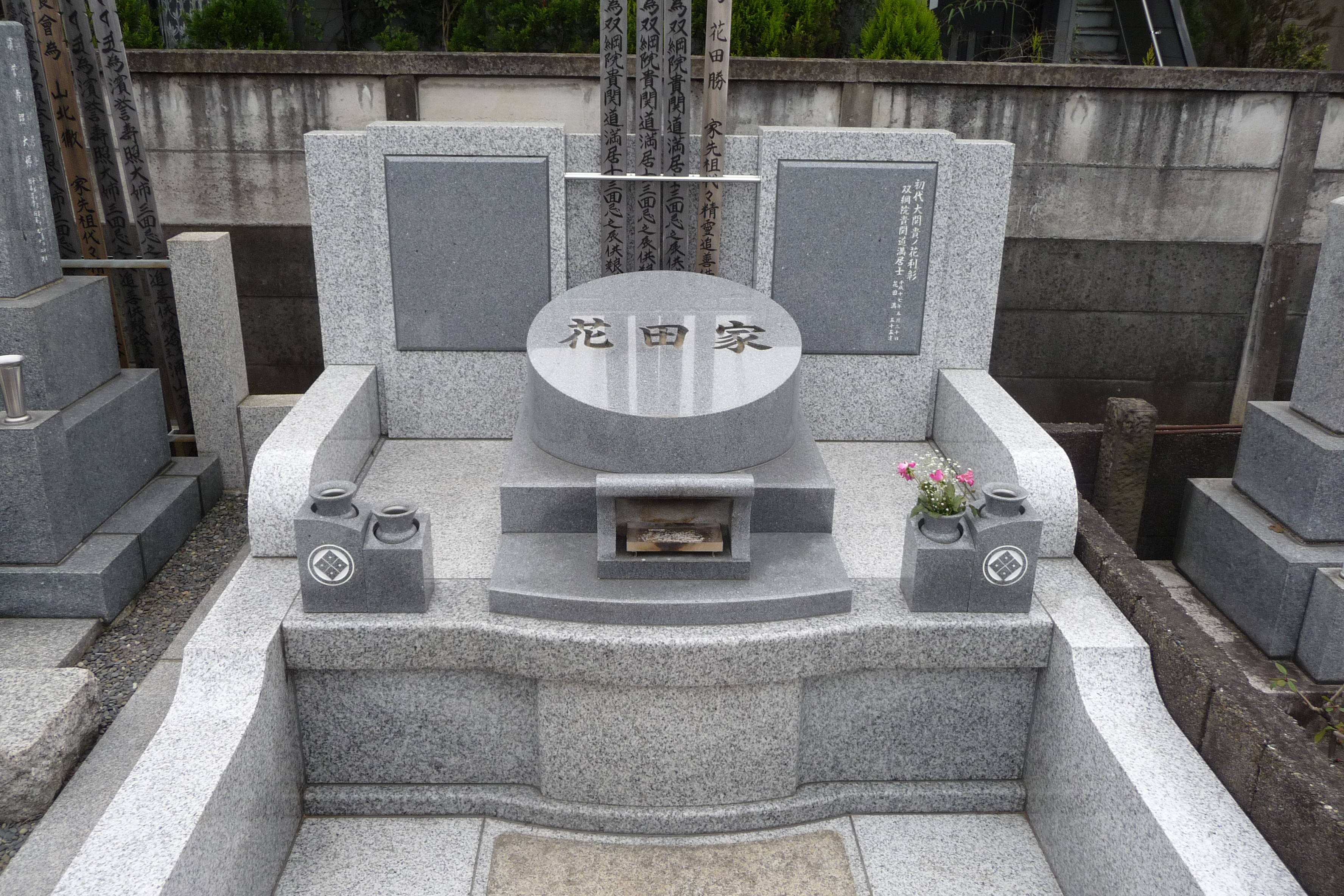
Grab des Sumo-Ringers Ōzeki Takanohana Kenshi

Takanohana Kenshi (jap. 貴ノ花 健士; auch: Takanohana I.; genannt Futagoyama; * 19. Februar 1950 in der Präfektur Aomori als Hanada Mitsuru (花田 満); † 30. Mai 2005 in Tokio) war ein japanischer Sumō-Ringer. Sein höchster Rang war Ōzeki.
Er war de jüngere Bruder von Wakanohana Kanji I. (45. Yokozuna) sowie der Vater von Wakanohana Masaru (66. Yokozuna) und Takanohana Kōji (65. Yokozuna). Er starb an Krebs.
Takanohana schaffte es trotz seines relativ geringen Gewichts von um die 115 kg, sich 50 Turniere als Ōzeki zu halten, was lange Zeit Rekord war, jedoch von Chiyotaikai und Kaio ebenfalls erreicht wurde. Er galt zwischenzeitlich als Yokozuna-Kandidat, besonders im Jahr 1975. Als der Yokozuna Wajima schwächelte, hatte er seine beste Zeit, gewann zwei Turniere und lieferte sich spektakuläre Kämpfe mit Kitanoumi, der ebenfalls zu jener Zeit Yokozuna war. Dennoch gelang es ihm nicht, die Beförderung zum Yokozuna zu schaffen. 1981 trat er zurück und gründete seinen eigenen Sumōstall, das Fujishima-Beya, welches er 1993 mit dem Futagoyama-Beya vereinte, als sein 22 Jahre älterer Bruder altersbedingt seinen Posten im Sumōverband abgab. Zuletzt litt er stark unter seinem Krebsleiden, das wohl auch seinem Tabakkonsum zuzuschreiben war. Seinen letzten größeren Auftritt hatte er bei der Rücktrittszeremonie des ehemaligen Ōzekis Takanonami, als er, obwohl er bereits vom Krebs gezeichnet war, symbolisch ein Stück von Takanonamis Haarknoten abschnitt.
Anfang 2004 gab er sein Heya an seinen jüngeren Sohn Takanohana II. ab.
| Personendaten    | Personendaten                        |
| ---------------- | ------------------------------------ |
| NAME             | Takanohana Kenshi                    |
| ALTERNATIVNAMEN  | 貴ノ花健士; Takanohana I; Futagoyama |
| KURZBESCHREIBUNG | japanischer Sumō-Ringer              |
| GEBURTSDATUM     | 19. Februar 1950                     |
| GEBURTSORT       | Präfektur Aomori                     |
| STERBEDATUM      | 30. Mai 2005                         |
| STERBEORT        | Tokio                                |